# Aynalıkale, Aziziye
Aynalıkale là một xã thuộc huyện Aziziye, tỉnh Erzurum, Thổ Nhĩ Kỳ. Dân số thời điểm năm 2011 là 35 người.